# Botball

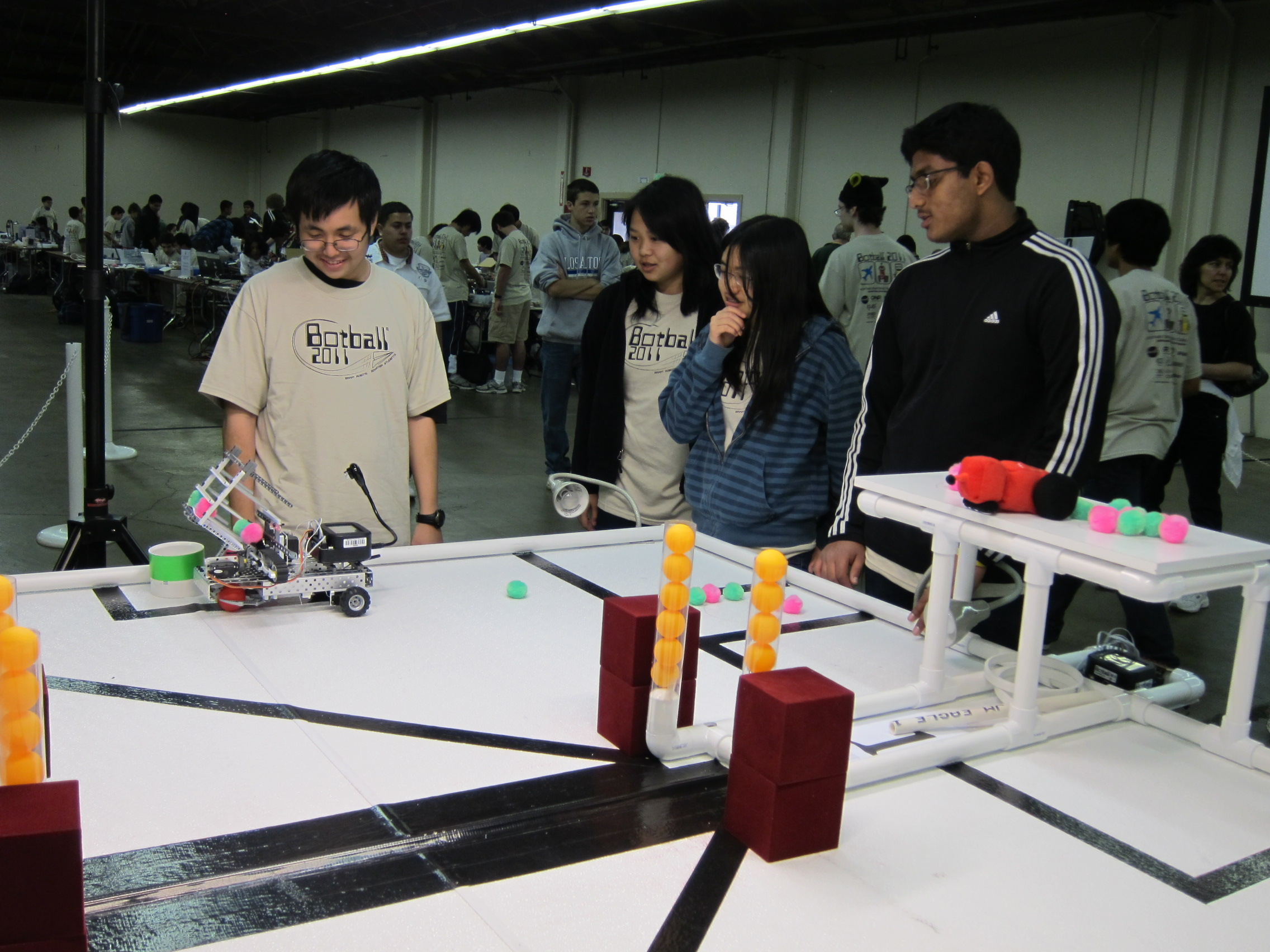
Botball 2011

Das Botball Educational Robotics Programm ist ein US-amerikanisches Bildungsprogramm unter der Schirmherrschaft der NASA und beinhaltet einen teamorientierten Roboter-Wettbewerb, der auf den US-amerikanischen National Science Education Standards basiert und jedes Jahr neu ausgeschrieben wird.
Ein wesentliches Ziel des Programms ist es, Schüler für Forschung, Technik und die MINT-Fächer zu begeistern.
Durch Planung, Entwicklung, Programmierung und Dokumentation von Robotern sollen die Jugendlichen wissenschaftliches Forschen unmittelbar erleben, begreifen und präsentieren. Dafür ist ein vordefiniertes Set an erlaubten Roboter-Teilen (Motoren, Sensoren, Konstruktionsteile, Controller, Kamera etc.) erforderlich, um bestimmte Wettbewerbsaufgaben zu erfüllen.
Die Botball-Saison startet im Frühjahr mit der Bekanntgabe der Aufgabenstellung und daran anschließenden zweitägigen Workshops für die teilnehmenden Teams. Danach haben die Teams mehrere Wochen Zeit, um ihre Roboter aus den vorgegebenen Teilen zu entwickeln und zu bauen. Bei regionalen Wettbewerben – in Europa bildet die ECER (European Conference on Educational Robotics) den Rahmen – werden dann in mehreren Bewerben Siegerteams ermittelt.
Im Sommer – nach Abschluss der regionalen Wettkämpfe – findet im Rahmen der GCER (Global Conference on Educational Robotics) die Ermittlung der internationalen Sieger statt. Die GCER findet in den USA statt. Die Teilnahmeberechtigung ist von der Platzierung bei den regionalen Ausscheidungen unabhängig.

## Geschichte
1997 von KISS Institue for Practical Robotics (KIPR) in Oklahoma, USA ins Leben gerufen, richtet sich Botball an Jugendliche im Alter von ca. 10 bis 18 Jahren.
2012 wurde vom Practical Robotics Institute Austria (PRIA) die erste Botball-Veranstaltung am TGM in Wien und damit in Europa abgehalten. Teilnehmer waren Teams aus den USA und Österreich.
Auch in den beiden darauffolgenden Jahren fand die Veranstaltung am TGM in Wien statt.
2015 war die HTL Hollabrunn Veranstaltungsort für die europäischen Botball-Bewerbe. Teams aus Ägypten, dem Irak, Polen und Österreich beteiligten sich an den Wettbewerben.

## European Conference on Educational Robotics (ECER)
Die ECER ist eine seit 2012 stattfindende, internationale wissenschaftliche Konferenz für Schülerinnen und Schüler die unter dem Motto „Robotik und Wissenschaft ist greifbar“ durch das Practical Robotics Institute Austria (PRIA) in Österreich veranstaltet wird.
Vorträge und Vorführungen international anerkannter Robotiker bilden den Rahmen für die jährlich stattfindenden offiziellen, europäischen Botball Meisterschaften.

### ECER 2012
Die „European Conference on Educational Robotics 2012“ hat vom 25. bis 28. April 2012 in Wien und damit erstmals in Europa stattgefunden.

#### Botball Ergebnisse - Overall
| Platzierung | Schule               | Teamname        |
| ----------- | -------------------- | --------------- |
| 1           | HTL Wiener Neustadt  | Puzzles         |
| 2           | HTL Donaustadt       | Donaustadt 1    |
| 3           | HTL Wiener Neustadt  | A MAZe Ing Team |
| 4           | La Quinta High - USA | Desert Robotics |
| 5           | TGM EL               | Robowarriors    |
| 6           | TGM WI               | Roadrunner      |
| 7           | TGM EL+IT            | robotech        |
| 8           | TGM ET               | M.A.R.V.I.N.    |
| 9           | TGM IT               | Wall-E          |
| 10          | HTL Hollabrunn       | Team 1337       |
| 11          | HTL Mistelbach       | HTL Mistelbach  |
| 12          | TGM WI               | eave            |
| 13          | BAKIP 21             | BAKIP 21        |
| 14          | TGM IT               | AWESOME         |
| 15          | TGM WI               | iRobots         |
| 16          | HTL Hollabrunn       | Team B          |

#### Botball Ergebnisse - Double Elimination
| Platzierung | Schule               | Teamname        |
| ----------- | -------------------- | --------------- |
| 1           | La Quinta High - USA | Desert Robotics |
| 2           | HTL Donaustadt       | Donaustadt 1    |
| 3           | HTL Wiener Neustadt  | Puzzles         |
| 4           | TGM EL               | Robowarriors    |

...

#### Botball Ergebnisse - Alliance
| Platzierung | Schule/Team 1                    | Schule/Team 2               |
| ----------- | -------------------------------- | --------------------------- |
| 1           | HTL Wr. Neustadt/A MAZe Ing Team | BAKIP21 Paedagogika/BAKIP21 |
| 2           | TGM/Robotech                     | TGM/Awesome                 |

#### Botball Ergebnisse - Seeding Rounds
| Platzierung | Schule              | Teamname        | Punkte(Average) |
| ----------- | ------------------- | --------------- | --------------- |
| 1           | HTL Wiener Neustadt | Puzzles         | 232,5           |
| 2           | HTL Donaustadt      | Donaustadt 1    | 147,5           |
| 3           | HTL Wiener Neustadt | A MAZe Ing Team | 125             |
| 4           | TGM IT              | Wall-E          | 117,5           |

#### Special Awards
- Christoph Appl, TGM - Der Technologe - for his spirit
- Hannah Siegel, TGM - Spirit of botball
- A MAZe Ing Team, HTL Wiener Neustadt - Overall Judges Award - for the shaking arm
- Team Wall-E, TGM - KISS Award
- Team M.A.R.V.I.N., TGM - Outstanding - Non Native Speaker - Documentation
- Robowarriors, TGM - Outstanding Engineering - for the robo-arm
- HTL Donaustadt1 - Outstanding Programming of Cube Stacking Robot
- HTL Mistelbach - Outstanding Teamwork (only 2 participants)
- Roadrunner, TGM - Outstanding Onsite Presentation
- Desert Robotics, La Quinta High-USA - Outstanding Overall Documentation

#### WIT Awards
- Sara Stoppacher - Woman in Technology
- BAKIP21 - Girls-Team Award

### ECER 2015
Die European Conference on Educational Robotics 2015 fand vom 27. bis zum 30. April 2015 an der HTL Hollabrunn statt und war die insgesamt vierte ECER sowie die Erste die nicht in Wien stattfand.

#### Botball Ergebnisse - Overall
| Platzierung | Teamnummer | Schule                                              | Teamname                                            | Score |
| ----------- | ---------- | --------------------------------------------------- | --------------------------------------------------- | ----- |
| 1           | 15-0538    | Al ru'ya Bilingual School of Kuwait                 | Al ru'ya Bilingual School of Kuwait                 | 2,651 |
| 2           | 15-0233    | tgm                                                 | iBot αlpha                                          | 2,611 |
| 3           | 15-0602    | HTL Wiener Neustadt                                 | items                                               | 2,200 |
| 4           | 15-0601    | HTL Hollabrunn                                      | StormRobotics                                       | 2,038 |
| 5           | 15-0270    | Hayah International Academy                         | Haya International Academy                          | 1,846 |
| 6           | 15-0600    | HTL Hollabrunn                                      | Scorp Robotics                                      | 1,842 |
| 7           | 15-0647    | The Franciszek Leja State School in Grodzisko Gorne | The Franciszek Leja State School in Grodzisko Gorne | 1,794 |
| 8           | 15-1000    | HTL Saalfelden                                      | HTL Saalfelden/St. Johann                           | 1,654 |
| 9           | 15-364     | tgm                                                 | Eat, Sleep, Program, Repeat                         | 1,406 |
| 10          | 15-0400    | HTL Hollabrunn                                      | Schiffrad                                           | 1,374 |
| 11          | 15-0367    | tgm                                                 | TGM Battledroids                                    | 1,363 |
| 12          | 15-1001    | HTL Saalfelden                                      | HTL Saalfelden                                      | 1,341 |
| 13          | 15-0603    | HTL Wiener Neustadt                                 | SCIPIC                                              | 1,304 |
| 14          | 15-0385    | HTBLVA Spengergasse                                 | HTBLVA Spengergasse                                 | 1,253 |
| 15          | 15-0397    | tgm                                                 | RPA                                                 | 0,617 |
| 16          | 15-0362    | tgm                                                 | Primotic                                            | 0,524 |
| 17          | 15-0369    | tgm                                                 | 3oT                                                 | 0,353 |

#### Botball Ergebnisse - Double Elimination
| Platzierung | Schule                              | Teamname                            |
| ----------- | ----------------------------------- | ----------------------------------- |
| 1           | Al ru'ya Bilingual School of Kuwait | Al ru'ya Bilingual School of Kuwait |
| 2           | tgm                                 | iBot αlpha                          |
| 3           | HTL Hollabrunn                      | StormRobotics                       |
| 4           | tgm                                 | Eat, Sleep, Program, Repeat         |

#### Botball Ergebnisse - Seeding Rounds
| Platzierung | Schule                              | Teamname                            | Score |
| ----------- | ----------------------------------- | ----------------------------------- | ----- |
| 1           | HTL Wiener Neustadt                 | items                               | 0,962 |
| 2           | HTL Hollabrunn                      | Scorp Robotics                      | 0,858 |
| 3           | Al ru'ya Bilingual School of Kuwait | Al ru'ya Bilingual School of Kuwait | 0,808 |
| 4           | tgm                                 | iBot αlpha                          | 0,739 |

#### Botball Ergebnisse - Alliance
| Platzierung | Schule/Team 1                                               | Schule/Team 2                                      | Score |
| ----------- | ----------------------------------------------------------- | -------------------------------------------------- | ----- |
| 1           | HTL Wiener Neustadt/items                                   | HTBLVA Spengergasse/HTBLVA Spengergasse            | 683   |
| 2           | HTL Hollabrunn/Scorp Robotics                               | tgm/Battledroids                                   | 158   |
| 3           | HTL Wiener Neustadt/SCIPIC                                  | HTL Saalfelden/HTL Saalfelden                      | 125   |
| 4           | The Franciszek Leja State School in Grodzisko Gorne/GG-Open | HTL Hollabrunn/Schiffrad                           | 85    |
| 5           | tgm/RPA                                                     | The Franciszek Leja State School in Grodzisko Gorn | 74    |
| 6           | HTL Saalfelden/St. Johann                                   | tgm/3oT                                            | 44    |
| 7           | Hayah International Academy                                 | tgm/Primotic                                       | 19    |

#### Special Awards
| Kategorie               | Schule                                              | Teamname                                            | Ausgezeichnete Person (für Auszeichnungen an Einzelpersonen) |
| ----------------------- | --------------------------------------------------- | --------------------------------------------------- | ------------------------------------------------------------ |
| Best Paper              | HTL Wiener Neustadt                                 | items                                               | Daniel Swoboda                                               |
| Best Programming        | HTBLVA Spengergasse                                 | HTBLVA Spengergasse                                 |                                                              |
| Best Rookie Team        | HTL Saalfelden & HTL Saalfelden/St. Johann          | HTL Saalfelden & HTL Saalfelden/St. Johann          |                                                              |
| Best Subsystem          | The Franciszek Leja State School in Grodzisko Gorne | The Franciszek Leja State School in Grodzisko Gorne |                                                              |
| KISS Award              | tgm                                                 | RPA                                                 |                                                              |
| Man in Technology       | tgm                                                 | iBot αlpha                                          | Julian Hammerl                                               |
| Outstanding Engineering | HTL Wiener Neustadt                                 | items                                               |                                                              |
| Overall Documentation   | Hayah International Academy                         | Hayah International Academy                         |                                                              |
| Overall Judges’ Choice  | tgm                                                 | iBot αlpha                                          |                                                              |
| PRIA Judges’ Choice     | The Franciszek Leja State School in Grodzisko Gorne | Grodzisko Gorne: Botball, Open & Aerial             |                                                              |
| Spirit of Botball       | HTL Hollabrunn                                      | Alle Teams der HTL Hollabrunn                       |                                                              |
| Woman in Technology     | Hayah International Academy                         | Hayah International Academy                         | Alia ElKattan                                                |